# Yasuhiro Nagahashi
Yasuhiro Nagahashi (jap. 長橋 康弘, Nagahashi Yasuhiro; * 2. August 1975 in der Präfektur Shizuoka) ist ein ehemaliger japanischer Fußballspieler.

## Karriere
Nagahashi erlernte das Fußballspielen in der Schulmannschaft der Shizuoka Kita High School. Seinen ersten Vertrag unterschrieb er 1994 bei Shimizu S-Pulse. Der Verein spielte in der höchsten Liga des Landes, der J1 League. Für den Verein absolvierte er 29 Erstligaspiele. 1997 wechselte er zum Zweitligisten Kawasaki Frontale. 1999 wurde er mit dem Verein Meister der J2 League und stieg in die J1 League auf. 2000 erreichte er das Finale des J.League Cup. Am Ende der Saison 2000 stieg der Verein in die J2 League ab. 2004 wurde er mit dem Verein Meister der J2 League und stieg in die J1 League auf. 2006 wurde er mit dem Verein Vizemeister der J1 League. Für den Verein absolvierte er 250 Spiele. Ende 2006 beendete er seine Karriere als Fußballspieler.

## Erfolge
Shimizu S-Pulse
- J.League Cup

Sieger: 1996
Kawasaki Frontale
- J1 League

Vizemeister: 2006
- J.League Cup

Finalist: 2000